# Ethylmalonyl-CoA-Weg
Der Ethylmalonyl-CoA-Weg ist ein Stoffwechselweg in manchen Bakterien, der zur Assimilation von Acetat dient. Hierbei werden drei Moleküle Acetat, ein Molekül Kohlenstoffdioxid und ein Molekül Hydrogencarbonat zu den Citratzyklusitermediaten L-Malat und Succinyl-CoA aufgebaut. Der Ethylmalonyl-CoA-Weg ist eine Alternative zum Glyoxylat- oder zum Methylaspartatzyklus.

## Vorkommen
Der Stoffwechselweg wurde in einigen Bakterien gefunden, denen ein wichtiges Enzym, die Isocitratlyase (EC 4.1.3.1), zum Betreiben des Glyoxylatzyklus fehlt, beispielsweise in Rhodobacter sphaeroides, Methylobacterium exotrquens und Streptomyces coelicolor. Dies sind Vertreter von Nichtschwefelpurpurbakterien und Alphaproteobacteria. Sequenzvergleiche von Schlüsselenzymen des Ethylmalonyl-CoA-Weges weisen darauf hin, dass mindestens 38 Bakterienarten diesen Stoffwechselweg betreiben können.

## Biochemie
Der Ethylmalonyl-CoA-Weg kann in drei Abschnitte unterteilt werden, wobei die Reaktionen des ersten und des dritten nicht nur für diesen Stoffwechselweg typisch sind.

### Bildung von Crotonyl-CoA aus zwei Molekülen Acetyl-CoA
Der Weg startet mit der Kondensation von zwei Molekülen Acetyl-CoA (1, vgl. Abbildung) zu Acetoacetyl-CoA (2), was eine β-Ketothiolase katalysiert. Acetoacetyl-CoA wird dann zu (R)-3-Hydroxybutyryl-CoA (3) unter NADPH-Verbrauch durch eine Acetoacetyl-CoA-Reduktase reduziert. Die folgende Wasserabspaltung kann entweder direkt erfolgen, oder nachdem (R)-3-Hydroxybutyryl-CoA zunächst zum S-Isomer umgewandelt wurde. In beiden Fällen entsteht Crotonyl-CoA (4).
Diese Reaktionsfolge entspricht den ersten Schritten zur Bildung des bakteriellen Speicherstoffes Polyhydroxybutyrat.

### Umwandlung von Crotonyl-CoA zu Mesaconyl-CoA
Crotonyl-CoA wird dann reduktiv durch eine Crotonyl-CoA-Carboxylase/Reduktase (Ccr) carboxyliert, wobei NADPH verbraucht wird. Dabei entsteht (2S)-Ethylmalonyl-CoA (5). Dieses wird durch eine bifunktionelle Epimerase (Ethylmalonyl-CoA/Methylmalonyl-CoA-Epimierase) zum R-Isomer (6) umgewandelt, welches durch eine Vitamin-B12-abhängige (2R)-Ethylmalonyl-CoA-Mutase (Ecm) zu (2S)-Methylsuccinyl-CoA (7) reagiert. Eine (2S)-Methylsuccinyl-CoA-Dehydrogenase (Mcd) oxidiert schließlich jenes Produkt zu Mesaconyl-(C1)-CoA (8), der Elektronenakzeptor ist noch nicht bekannt.
Die Umwandlung von Crotonyl-CoA zu Mesaconyl-CoA ist für diesen Stoffwechselweg einzigartig und typisch.

### Umsetzung von Mesaconyl-CoA und Acetyl-CoA zuL-Malat und Succinyl-CoA
An Mesaconyl-CoA wird danach Wasser addiert, was eine Mesaconyl-CoA-Hydratase katalysiert. Es entsteht (2R,3S)-β-Methylmalyl-CoA (9). Dieses wird dann in Glyoxylat (10) und Propionyl-CoA (13) durch eine β-Methylmalyl-CoA/(3S)-Malyl-CoA-Lyase gespaltet. Der Reaktionstyp ist hierbei eine Claisen-Kondensation.
Propionyl-CoA wird unter ATP-Verbrauch carboxyliert, was eine Propionyl-CoA-Carboxylase katalysiert. Das dabei entstehende (2S)-Methylmalonyl-CoA (14) wird in sein R-Isomer (15) durch die bereits weiter oben beschriebene, bifunktionelle Epimerase (Ethylmalonyl-CoA/Methylmalonyl-CoA-Epimierase) und dann durch eine Mutase zu Succinyl-CoA (16) umgeformt.
An Glyoxylat kondensiert ein weiteres Molekül Acetyl-CoA, so dass (3S)-Malyl-CoA (11) entsteht. Diese Reaktion wird ebenfalls durch die β-Methylmalyl-CoA/(3S)-Malyl-CoA-Lyase katalysiert. Damit die Reaktion in Richtung (3S)-Malat (= L-Malat) (12) ablaufen kann, muss noch die irreversible Spaltung des Thioesters erfolgen. Dies erfolgt schließlich durch eine (3S)-Malyl-CoA-Thioesterase. Dieses Enzym wurde vor kurzem bei R. sphaeroides nachgewiesen. Dort zeigt der Vergleich mit dem Vorläuferenzym, dass es eine 33%ige Sequenzhomologie aufweist, obwohl ein völlig anderer Reaktionstyp vorliegt. Außerdem ist das Enzym sehr substratspezifisch.
Einige dieser Reaktionen sind ebenfalls nicht auf den Ethylmalonyl-CoA-Weg beschränkt. So wird die Carboxylierung von Propionyl-CoA von vielen Organismen im Zuge des Methylmalonatweg durchgeführt. In umgekehrter Reihenfolge sind die katalysierten Reaktion der β-Methylmalyl-CoA/(3S)-Malyl-CoA-Lyase im 3-Hydroxypropionatzyklus vertreten: Dort wird Malyl-CoA in Acetyl-CoA und Glyoxylat gespalten und letzteres kondensiert mit Propionyl-CoA.

Der Ethylmalonyl-CoA-Weg im Überblick. Die für diesen Stoffwechselweg typischen und einzigartigen Metabolite und Enzyme sind in blau hervorgehoben. Für Einzelheiten bitte Text beachten.

### Bilanz
Im Ethylmalonyl-CoA-Weg werden drei Moleküle Acetyl-CoA, ein Molekül Kohlenstoffdioxid und ein Molekül Hydrogencarbonat zu je einem Molekül Succinyl-CoA und L-Malat aufgebaut:
{\displaystyle \mathrm {3\ C_{2}+2\ C_{1}\longrightarrow 2\ C_{4}} }
Berücksichtigt man weitere Faktoren, wie beispielsweise die Reduktionsäquivalente, beläuft sich die Gesamtbilanz zu:
{\displaystyle \mathrm {3\ Acetyl{\text{-}}CoA+CO_{2}+HCO_{3}^{-}+2\ NADPH+2\ H^{+}+ATP+H_{2}O\longrightarrow } }
{\displaystyle \mathrm {Succinyl{\text{-}}CoA+Malat+2\ HS{\text{-}}CoA+2\ NADP^{+}+2\ [H]+ADP+P_{i}} }
Das Kohlenstoffdioxid muss nicht notwendigerweise aus der Umgebung stammen. R. sphaeroides wächst beispielsweise auch mit Acetat als einzige Kohlenstoffquelle. Wahrscheinlich wird dort das CO2 aus dem Citratzyklus verwendet, was durch die Metabolisierung von Acetyl-CoA frei wird.

## Biologische Bedeutung
In vielen Organismen wird Acetat ausschließlich über den Glyoxylatzyklus assimiliert und in Stoffwechselintermediate wie Succinyl-CoA oder Malat umgewandelt. Von manchen Mikroorganismen ist bekannt, dass sie den Glyoxylatzyklus nicht betreiben können, da diesen ein wichtiges Schlüsselenzym, die Isocitratlyase, fehlt. Dennoch hat man bei diesen Bakterien beobachtet, dass sie auf Acetat wachsen können und demnach über eine andere Strategie zur Assimilation verfügen: den Ethylmalonyl-CoA-Weg.
Der Ethylmalonyl-CoA-Weg erlaubt jenen Mikroorganismen die Acetatassimilation, um L-Malat und Succinyl-CoA aufzubauen. Daraus können andere Metabolite wie Aminosäuren zum Aufbau von Zellmaterial genutzt werden. Da diese Zwischenprodukte des Citratzyklus sind, ist der Ethylmalonyl-CoA-Weg eine anaplerotische Reaktion.
Auch mit anderen Stoffwechselwegen kann der Ethylmalonyl-CoA-Weg verbunden sein. Bei Methanotrophen des Typs II, die über keine Isocitratlyase verfügen, wird im Zuge des Serinweges Acetyl-CoA aus C1-Komponenten, wie beispielsweise Formaldehyd oder Methanol, erzeugt. Zwei erzeugte Moleküle Acetyl-CoA könnten in den Ethylmalonyl-CoA-Weg einfließen und zu Succinyl-CoA und Glyoxylat aufgebaut werden. Glyoxylat gelangt dann in den Serinweg zurück und wird dabei zu PEP aufgebaut, was zum Aufbau von Kohlenhydraten entzogen werden kann.
{\displaystyle \mathrm {3\ C_{1}+3\ CO_{2}+HCO_{3}^{-}\longrightarrow PEP+Succinyl{\text{-}}CoA} }
Auch andere Variationen sind denkbar, beispielsweise ein Kreislauf, in dem 3-Phosphoglycerat aus oben genannten C1-Einheiten erzeugt wird.
Der Ethylmalonyl-CoA-Weg wird nicht als Ausnahme, sondern als Alternative zum Glyoxylatzyklus betrachtet, da mindestens 57 Bakterienarten über die für diesen Weg notwendige Enzymausstattung verfügen. Es gibt auch mindestens neun Bakterienarten, die vermutlich beide Wege der Acetatassimilation beschreiten können. So betreibt wahrscheinlich Paracoccus versutus, ein fakultativer Denitrifizierer, unter aeroben Bedingungen den Ethylmalonyl-CoA-Weg, unter anaeroben Bedingungen jedoch den Glyoxylatzyklus.
Während im Glyoxylatzyklus ein Enzym, die Malatsynthase, die Umsetzung von Glyloxylat mit Acetyl-CoA zu L-Malat katalysiert, werden im Ethylmalonyl-CoA-Weg zwei Enzyme benötigt.
Manchen Halobakterien, beispielsweise Haloarcula marismortui, fehlen aber sowohl die Schlüsselenzyme für den Ethylmalonyl-CoA-Weg, als auch die Isocitratlyase für den Glyoxylatzyklus. Es wurde gezeigt, dass ein dritter Weg zur Acetatassimilation existiert, der sogenannte Methylaspartatzyklus. Für die Umsetzung von Isocitrat zu Succinat sind insgesamt neun Reaktionsschritte benötigt. Dabei entsteht das namensgebende Methylaspartat, eine ungewöhnliche, nicht-proteinogene Aminosäure.